# Huntington, Oregon
Huntington là một thành phố trong quận Baker, trên ranh giới phía đông của tiểu bang Oregon, Hoa Kỳ. Nó nằm bên bờ sông Snake và dọc theo Xa lộ Liên tiểu bang 84 và Quốc lộ Hoa Kỳ 30. Dân số theo điều tra dân số năm 2000 là 515 người.

## Địa lý
Huntington nằm ở tọa độ 44°21′1″B 117°15′56″T / 44,35028°B 117,26556°TĐã đưa tham số không hợp lệ vào hàm {{#coordinates:}} (44.350279, -117.265515).1. Diện tích thành phố là 0,7 dặm vuông Anh. Tất cả đều là mặt đất.
Huntington nằm bên kia sông Snake tính từ điểm cực tây nhất của tiểu bang Idaho.

## Các nơi hấp dẫn du lịch
Khu giải trí tên tiếng Anh là "Farewell Bend State Recreation Area" nằm ở phía nam Huntington.
Tòa nhà Công ty Thương mại Oregon (Oregon Commercial Company Building) tại Huntington có tên trong danh sách "National Register of Historic Places".